# Яшек, Лукаш
Лукаш Яшек (чеш. Lukáš Jašek; род. 28 сентября 1997 года, Всетин, Чехословакия) — чешский хоккеист, играющий на позиции центрального и правого нападающего.

## Карьера
Воспитанник хоккейной школы клуба «Оцеларжи» (Тршинец). Выступал за «Оцеларжи» и «Били Тигржи» (Либерец) в Чешской экстралиге.
В чемпионатах Чехии — 135 матчей, 35 очков (12+23), в плей-офф — 16 матчей, 2 очка (0+2).
20 апреля 2018 Яшек заключил трехлетний контракт с клубом НХЛ «Ванкувер Кэнакс». Но, не пробившись в основной состав канадского клуба, продолжил свою карьеру в составе фарм-клуба «Ютика Кометс» в АХЛ.
Всего за 3 сезона в Американской хоккейной лиге, провёл 153 матча, набрал 86 очков (30+56), еще одну игру сыграл в плей-офф.
12 июня 2021 года было объявлено о переходе Яшека в финский клуб «Пеликанс» (Лахти).
В составе юниорской сборной Чехии — участник чемпионата мира 2015 (5 матчей), в составе молодёжной сборной — участник чемпионата мира 2017 (5 матчей).
За основную сборную Чехии провёл 3 матча, набрал 3 очка (1+2).

## Достижения
- Чемпион Чехии 2021
- Серебряный призёр Мемориала Ивана Глинки 2014